# Francesco Longo
Francesco Longo (Poggiardo, gener de 1931 – Roma, 27 de març de 1995) fou un guionista i director de cinema.

## Biografia
Va començar a treballar al cinema com a guionista el 1962 amb una pel·lícula dirigida per Renato Polselli i des de finals dels anys seixanta col·labora amb Tinto Brass en tres de les seves pel·lícules. El 1975 va escriure el tema de Il gatto mammone per a Nando Cicero i va debutar com a director el 1979 amb Un'emozione in più amb Mara Venier, que va guanyar un premi al Festival Internacional de Cinema de Sant Sebastià 1979. Dos anys més tard va dirigir la segona òpera, E noi non faremo Karakiri, també protagonitzada per Mara Venier. La seva última pel·lícula dirigida, La ballata di Eva de 1985, es va presentar a la competició al Festival d'Annecy. Va morir als 64 anys a causa d'una úlcera d'estómac mentre preparava una quarta pel·lícula com a director.

## Filmografia

### Guionista
- Ultimatum alla vita de Renato Polselli (1962)
- Col cuore in gola de Tinto Brass (1966)
- Nerosubianco de Tinto Brass (1969)
- Dropout de Tinto Brass (1970)
- Il gatto mammone de Nando Cicero (1975)

### Director
- Un'emozione in più (1979)
- E noi non faremo Karakiri (1981)
- La ballata di Eva (1985)